# 比嘉良智
比嘉 良智（ひが よしとも、1965年6月26日 - ）は、沖縄県那覇市出身の元プロ野球選手（投手）。

## 来歴・人物
沖縄水産高では、栽弘義監督の下でエースとして1981年秋季九州大会準々決勝に進むが、延岡商業高に敗退。翌1982年夏の県大会は準決勝に進むが、興南高の仲田幸司、仲田秀司のバッテリーに抑えられ敗退。1982年秋季県大会準決勝でも仲田幸と投げ合うが逆転負け。翌1983年夏の甲子園県大会では、決勝でまたも仲田幸に抑えられ惜敗、甲子園出場を逸する。快速球が武器の本格派で大小2種類のカーブやスライダーなど球種が多彩。高校通算30本塁打も記録している。
1983年のプロ野球ドラフト会議でロッテオリオンズから1位指名され入団。沖縄県出身の選手としては初のドラフト1位指名となった。
プロ3年目の1986年に一軍初登板を果たす。しかし、一軍登板はこの1試合のみで1987年限りで現役を引退した。
退団後は、都内で会社勤務を経て中学硬式野球チームの沖縄ダイヤモンドベースボール倶楽部や南風原ボーイズで監督を務めた。

## 詳細情報

### 年度別投手成績
| 年 度     | 球 団     | 登 板 | 先 発 | 完 投 | 完 封 | 無 四 球 | 勝 利 | 敗 戦 | セ 丨 ブ | ホ 丨 ル ド | 勝 率 | 打 者 | 投 球 回 | 被 安 打 | 被 本 塁 打 | 与 四 球 | 敬 遠 | 与 死 球 | 奪 三 振 | 暴 投 | ボ 丨 ク | 失 点 | 自 責 点 | 防 御 率 | W H I P |
| --------- | --------- | ----- | ----- | ----- | ----- | -------- | ----- | ----- | -------- | ----------- | ----- | ----- | -------- | -------- | ----------- | -------- | ----- | -------- | -------- | ----- | -------- | ----- | -------- | -------- | ------- |
| 1986      | ロッテ    | 1     | 0     | 0     | 0     | 0        | 0     | 0     | 0        | --          | ----  | 11    | 3.0      | 1        | 0           | 1        | 0     | 0        | 2        | 0     | 0        | 0     | 0        | 0.00     | 0.67    |
| 通算：1年 | 通算：1年 | 1     | 0     | 0     | 0     | 0        | 0     | 0     | 0        | --          | ----  | 11    | 3.0      | 1        | 0           | 1        | 0     | 0        | 2        | 0     | 0        | 0     | 0        | 0.00     | 0.67    |

### 記録
- 初登板：1986年10月19日、対日本ハムファイターズ戦（川崎球場）

### 背番号
- 52 （1984年 - 1987年）